# Безбородов, Алексей Михайлович
Алексе́й Миха́йлович Безборо́дов (1 февраля 1924, Ленинград — 5 мая 2018) — советский и российский микробиолог, биохимик. Доктор биологических наук (1965), профессор (1966), заслуженный деятель науки РСФСР (1984), лауреат премии Правительства РФ в области науки и техники (1998).

## Биография
Участник Великой Отечественной войны (1942—1945).
Окончил инженерно-микробиологический факультет Ленинградского Химико-фармацевтического института (1952 г.), аспирантуру (1955 г)

## Научная и научно-организационная деятельность
1955—1960 гг — заведующий лабораторией технологии антибиотиков, Ленинградский НИИ антибиотиков.
1960—1967 гг — заведующий кафедрой технологии антибиотиков Химико-фармацевтический институт , Ленинград.
1967—1976 гг — заведующий лабораторией биосинтеза биологически активных соединений. Институт биохимии и физиологии микроорганизмов АН СССР.
1975—1992 гг — Профессор кафедры биотехнологии. Московский Технологический институт пищевой промышленности (по совместительству).
1976—2002 гг — заведующий лабораторией ферментов микроорганизмов, Институт биохимии им. А. Н. Баха АН СССР (РАН).
2003 — н.вр. — главный научный сотрудник-консультант. Институт биохимии им. А. Н. Баха РАН.
1981 — н.вр. — заместитель Главного редактора журнала «Прикладная биохимия и микробиология» (Applied Biochemistry and Microbiology).

### Общественная деятельность
- Член бюро научного совета АН СССР, РАН по микробиологии (зам.председателя, руководитель секции), 1968 г. и все последующие;
- Член бюро научного совета АН СССР по биотехнологии, 1981 год;
- Вице-Президент Всесоюзного Микробиологического общества, 1968—1972 гг;
- Председатель Советско-Чехословацкой комиссии АН СССР по сотрудничеству в области микробиологии, 1968—1990 гг;
- Член экспертной комиссии по Премиям Правительства РФ в области биотехнологии, 1998 год;
- Эксперт Госплана СССР по микробиологической промышленности, 1976—1990 гг;
- Член экспертной комиссии ВАК СССР, 1983—1995 гг;
- Зам. главного редактора журнала «Микробиологический синтез» («Микробиологическая промышленность»), 1967—1983 гг.

Действительный член Академии наук, образования, промышленности и искусств (Калифорния, США), 1998 г.

## Направление научной деятельности
Микробиологический синтез биологически активных соединений, их выделение, очистка и идентификация. Регуляция процессов биосинтеза.
Биосинтез полупродуктов используемых в органическом синтезе.
Получение ферментов микроорганизмов, их изучение и применение в процессах биотехнологии.
Ферментативная (микробиологическая) деструкция ксенобиотиков.
Разработка теоретических основ процесса микробиологического синтеза.

## Основные труды
- Безбородов А. М. Биосинтез биологически активных веществ микроорганизмами. — Медицина. — 1969.
- Безбородов А. М., Елинов Н. П., Кашкин П. Н., Цыганов В. А. Антибиотики. — Медицина. — 1969.
- Безбородов А. М. Метаболиты внутриклеточного фонда микроорганизмов. — Наука. — 1974.
- Астаплович Н. И., Безбородов А. М. Секреция ферментов у микроорганизмов // Наука. — 1984.
- Безбородов А. М. Биохимические основы микробиологического синтеза. — М.: Лёгкая и пищевая промышленность, 1984.
- Безбородов А. М. Микробные метаболиты — ингибиторы ферментов. — М.: Наука, 1986.
- Безбородов А. М., Бочевa С. С., Коган И. Б. Основы биотехнологии микробных синтезов. — M.: Изд-во Ростовского гос. ун-та, 1989.
- Аркадьевa З. А., Безбородов А. М., Блохинa И. Н. и др. Промышленная микробиология // Высшая школа. — 1989.
- Безбородов А. М. Биотехнология продуктов микробного синтеза. — Ростов-на-Дону: Агропромиздат, 1991.
- Безбородов А. М. Ферментативные реакции в биотехнологии // Баховское чтение : журнал. — 1994.
- Безбородов А. М. Биотехнология. — Ханой, 1994.
- Введение в биотехнологию. — М.: Наука, 2002. — ISBN 5-02-002749-9. — совместно с Г. И. Квеситадзе
- Безбородов А. М., Попов В. О., Загустинa Н. А. Ферментативные процессы в биотехнологии. — M.: Наука, 2008. — ISBN 978-5-02-035661-0.
- Безбородов А. М., Квеситадзе Г. И. Микробиологический синтез. — СПб.: Проспект науки, 2011. — ISBN 978-5-903090-52-5.

## Награды и почётные звания
- Почётный член Всесоюзного Микробиологического общества (1975)
- Заслуженный деятель науки РСФСР (1984)
- Премия имени А. Н. Баха (1993) — за цикл исследований «Ферментативные реакции в биотехнологии»
- Премия Правительства Российской Федерации в области науки и техники (в составе группы, за 1997 год) — за создание технологии биологической очистки воздуха от техногенных выбросов летучих органических соединений.

Два ордена и многочисленные медали за участие в боевых операциях на фронтах Великой Отечественной войны и трудовую деятельность.